# میرزا محسن مجتهد
میرزامحسن مجتهد متولد ۲۱ ذی‌الحجه سال ۱۲۸۸ در تهران، از واعظان تهرانی بود که در دورهٔ نخست مجلس شورای ملی نمایندهٔ تهران بود.وی داماد آيت الله بهبهانی بود. میرزا محسن مجتهد را کمیتهٔ مجازات ترور کرد. دو تن از اعضای این کمیته به نام‌های احسان الله خان دوستدار و حسين خان لله در تاريخ ۱۷ شعبان ۱۳۳۵ قمری و در بازار حلبی‌سازها در ملا عام و در روز روشن، بين مسجد شاه و مسجد جمعه او را کشتند.